# Epitaph Records
Epitaph és una discogràfica independent amb seu a Hollywood, Califòrnia nascuda en els anys 1980 amb el propòsit de vendre els primers discs de Bad Religion.
El president i fundador de la discogràfica és Brett Gurewitz, guitarrista de Bad Religion.

## Història
El nom d'Epitaph (en català, epitafi) ho va adoptar Gurewitz, el seu fundador, d'una cançó de King Crimson, anomenada «Epitaph».

### Inicis
El 1987 la discogràfica va treure el seu primer àlbum. L'honor li va correspondre a L7, que va llançar a través d'Epitaph el seu disc titulat L7. No obstant això, va ser distribuït per Chameleon, una discogràfica per a la qual Gurewitz solia treballar.
Seria el 1988 quan Epitaph llançaria i distribuiria el seu primer disc, l'històric Suffer, de Bad Religion.
La dècada dels 90 seria la més important de la, fins llavors, curta vida de Epitaph. El boom punk rock i punk pop de Califòrnia dels començaments d'aquesta dècada tindria una espectacular importància i elevaria a la fama mundial al segell de Gurewitz. Es va etiquetar llavors com so Epitaph a una sèrie de bandes i discos, caracteritzats bé pel seu estil de hardcore melòdic després de les línies inaugurades per Bad Religion a Suffer, bé per l'estil cuidat de la producció sonora, que inaugurava una nova etapa en el concepte d'edició de punk-rock, fins i tot criticada per ser massa neta i suposadament comercial per al que el gènere acostumava llavors.
1994 sens dubte és l'any d'Epitaph, comptant amb autèntiques joies del punk rock estatunidenc com són el Punk in Drublic de NoFX, Unknown road de Pennywise, Let's go de Rancid, i, sobretot, Smash, de Offspring.
Smash és, encara avui en dia, el disc més venut per una discogràfica independent, amb 12 milions de còpies, i va representar el cop mestre que va fer desenganxar el ressorgiment del punk en les llistes d'èxits de tot el món. El pas del grup del Comtat d'Orange (Califòrnia) per Epitaph va ser efímer, dos àlbums, Smash i Ignition, però la rendibilitat va ser aixafadora. Aquest any també editen "Pledge of defiance" de Total Chaos, que desmarcava al segell de l'etiqueta de segell melòdic "per a skaters"(veure Skate punk), amb un anarcopunk cru i primari, amb lletres explícitament subversives contra el sistema capitalista i el sentiment de nació nord-americana.
Però aquest mateix any, Gurewitz deixa Bad Religion, amb qui va gravar amb Epitaph tots els seus discs fins a 1993. Finalment el 1994 deixa la banda, dedicant-se per complet a Epitaph i tocant en altres bandes com Daredevils. Bad Religion comença amb Stranger Than Fiction en 1994 sota el segell de Atlantic Records, una etapa de contractes fora d'Epitaph abans de tornar diversos anys després.
Mr. Brett ja s'hauria unit de nou a ells activament abans de la seva volta. En 1995, Epitaph signaria dues nous èxit de vendes, el ...And Out Come the Wolves, de Rancid i About Time, de Pennywise.
El tercer àlbum d'estudi per a Pennywise -seria l'últim també que la banda californiana gravés amb el baix original, Jason Thirsk, que se suïcidaria el 1996-.
Epitaph continuava signant discos i donant a conèixer bandes com Millencolin, Down by Law, SNFU, Bouncing Souls, 1208, o els veterans Descendents.
El 1997, Gurewitz i Tim Armstrong, de Rancid, funden Hellcat Records, filial d'Epitaph i que s'especialitza en Hardcore, Oi! i ska. El 1999, a més, es faria càrrec del segell ANTI-, convertint-la en altra nova filial i més tard faria el propi amb la sueca Burning Heart Records.

### Segle XXI
El 2001 Gurewitz torna a Bad Religion, que regressen a Epitaph després del seu periple de set anys a Atlantic Records. I és que Epitaph va néixer amb l'objectiu principal de llançar i distribuir els discs de Bad Religion i altres grups dins del moviment punk rock.
Però el 2003, els fans de Epitaph van criticar que el segell fitxés a dos rapers, Atmosphere (Seven's Travels, de 2003) i Sage Francis (amb el seu disc de 2005, A Healthy Distrust), i al grup de metall The Locust.
Això va crear una forta polèmica i un debat sobre la veritable identitat de la discogràfica independent, que s'havia llaurat un nom a nivell mundial basant-se a treballar amb grups punk, punk rock, hardcore i derivats.
Fins i tot un músic de country, Merle Haggard, va treure dos discs amb Epitaph, If I Could Only Fly (2000) i Roots Vol. 1 (2001)). Actualment, el catàleg de Epitaph és bastant més ampli. Ha perdut, en certa manera, els seus senyals d'identitat més arrelats al punk rock, però ha obert el seu mercat a altres gèneres i sub gèneres més comercials i actuals del rock alternatiu (aquí és on radica, per a alguns fans, l'error d'Epitaph) com poden ser The Hives, Motion City Soundtrack, Matchbook Romance, The Robocop Kraus, From First to Last o Youth Group, The (International) Noise Conspiracy, i estils com l'emo, (Scatter the Ashes).
També han editat diversos discs de Joe Strummer (The Clash) and The Mescaleros, abans de la seva mort, i els discs en solitari de Greg Graffin de Bad Religion, que explota la seva vena acústica, folk i country -en la qual va basar la seva inspiració per a inventar el seu estil de hardcore melòdic-.
Això no significa que no hagi seguit editant discs de punk rock i hardcore, des del so Epitaph de Pennywise o Undeclinable Ambuscade, fins a estils basats en el old school hardcore com Raised Fist, Union13, o els potents Refused, i signant amb bandes veteranes de prestigi en la història del punk com Dag Nasty, o els veterans Agnostic Front, pioners del so hardcore-metall.
El 2005, Epitaph ingressa en la RIAA, juntament amb altres grans discogràfiques independents. Les raons de l'ingrés no estan del tot clares. Fonts apunten a acords per a la distribució P2P a internet. Uns altres, per altra banda, apunten que des del segell es volia accedir a les grans titulacions oficials, els certificats de discs "disc d'or" o "disc de platí".

## Grups
| - Agnostic Front - ALL - Atmosphere - Bad Religion - Beatsteaks - Billy Bragg - The Black Keys - The Business - Choking Victim - Converge - Dag Nasty - Danger Doom - Death By Stereo - The Descendents - Deviates - Down by Law - Downset - Dropkick Murphys - Escape the fate - The Dwarves | - F-Minus - Lars Frederiksen and the Bastards - From First To Last - Guttermouth - H2O - Hepcat - The Hives - Hot Water Music - I Am Ghost - Ikara Colt - L7 - Leftover Crack - The Locust - Matchbook Romance - The Matches - Millencolin - Roger Miret and the Disasters - Motion City Soundtrack - Mouthwash - 98 Mute | - Nekromantix - Nerve Agents - New Bomb Turks - NOFX - The (International) Noise Conspiracy - The Offspring - Osker - Pennywise - Punk-O-Rama (recopilatoris) - Pulley - Raised Fist - Rancid - Refused - Sage Francis - Scatter the Ashes - SNFU - Social Distortion - Joe Strummer - Ten Foot Pole - Tiger Army | - Transplants - Total Chaos - 1208 - Undeclinable - Union 13 - U.S. Bombs - Vanna - Weezer - Youth Group - Zeke |